# Malmbergets församling
Malmbergets församling var en församling i Norra Norrbottens kontrakt i Luleå stift. Församlingen låg i Gällivare kommun i Norrbottens län och ingick i Gällivare-Malmbergets pastorat. Församlingen uppgick 2022 i Gällivare församling.

## Administrativ historik
Församlingen bildades 1962 genom en utbrytning av Malmbergets kyrkobokföringsdistrikt ur Gällivare församling och utgjorde därefter till 2014 ett eget pastorat. Från 2014 till 2022 ingick församlingen i Gällivare-Malmbergets pastorat. Församlingen uppgick 2022 i Gällivare församling.
När Malmbergets församling bildades hade den 11 686 invånare och omfattade en landareal av 36,00 kvadratkilometer.

## Areal
Malmbergets församling omfattade den 1 januari 1976 en areal av 36,0 kvadratkilometer, varav 36,0 kvadratkilometer land.

## Befolkningsutveckling
| Befolkningsutvecklingen i Malmbergets församling 1935–2015 | Befolkningsutvecklingen i Malmbergets församling 1935–2015 | Befolkningsutvecklingen i Malmbergets församling 1935–2015 | Befolkningsutvecklingen i Malmbergets församling 1935–2015 | Befolkningsutvecklingen i Malmbergets församling 1935–2015 |
| --- | ---------------------------------------------------------- | ---------------------------------------------------------- | ---------------------------------------------------------- | ---------------------------------------------------------- |
| |                                                            |                                                            |                                                            |                                                            |
| År |                                                            |                                                            | Folkmängd                                                  |                                                            |
| 1935 | 1935                                                       |                                                            | 7 467                                                      |                                                            |
| 1940 | 1940                                                       |                                                            | 7 480                                                      |                                                            |
| 1945 | 1945                                                       |                                                            | 6 928                                                      |                                                            |
| 1950 | 1950                                                       |                                                            | 7 462                                                      |                                                            |
| 1955 | 1955                                                       |                                                            | 8 982                                                      |                                                            |
| 1960 | 1960                                                       |                                                            | 11 301                                                     |                                                            |
| 1965 | 1965                                                       |                                                            | 12 374                                                     |                                                            |
| 1970 | 1970                                                       |                                                            | 11 672                                                     |                                                            |
| 1975 | 1975                                                       |                                                            | 11 454                                                     |                                                            |
| 1980 | 1980                                                       |                                                            | 11 710                                                     |                                                            |
| 1985 | 1985                                                       |                                                            | 10 465                                                     |                                                            |
| 1990 | 1990                                                       |                                                            | 9 452                                                      |                                                            |
| 1995 | 1995                                                       |                                                            | 8 606                                                      |                                                            |
| 2000 | 2000                                                       |                                                            | 7 632                                                      |                                                            |
| 2005 | 2005                                                       |                                                            | 6 926                                                      |                                                            |
| 2010 | 2010                                                       |                                                            | 6 474                                                      |                                                            |
| 2015 | 2015                                                       |                                                            | 6 135                                                      |                                                            |
| Anm: Siffrorna före 1962 avser Malmbergets kyrkobokföringsdistrikt, som var del av Gällivare församling. Åren 1930 & 1955 avser den kyrkobokförda befolkningen den 31 december enligt den administrativa indelningen den 1 januari följande år. För åren 1940-1945: befolkning enligt folkräkning 31 december enligt den administrativa indelningen den 1 januari följande år. 1950 avser befolkning enligt folkräkning den 31 december enligt den administrativa indelningen den 1 januari 1952. 1960, 1965 och 1970 avser befolkning enligt folkräkning den 1 november enligt den administrativa indelningen den 1 januari följande år. För åren 1975-2015: befolkning enligt 31 december enligt den administrativa indelningen den 1 januari följande år. Sedan 1 januari 2016 sker inte folkbokföring per församling och därmed kan det hända att vissa personer inte ingår i församlingens folkmängd då de är skrivna på den fiktiva fastigheten På kommunen skriven som inte delas upp på församlingsnivå då de inte kunnat folkbokföras på en särskild befintlig fastighet. Den totala befolkningen i Svenska kyrkans församlingar är därför något lägre än den totala befolkningen i riket. |                                                            |                                                            |                                                            |                                                            |

## Series pastorum
| Ämbetstid | Namn                  |
| --------- | --------------------- |
| 1962–1971 | Martin Johannes Ågren |
| 1971–1989 | Rune Klingert         |
| 1989–1993 | Jan Skåring           |
| 1994–1996 | Ingmar Lundgren       |
| 1996–2000 | Henry Väppling        |
| 2000–2006 | Bo Aspemo             |
| 2007–     | Mats Rondahl          |

## Kyrkobyggnader
- Allhelgonakyrkan